# Tachytrechus ammobates
Tachytrechus ammobates är en tvåvingeart som först beskrevs av Alexander Henry Haliday 1851.  Tachytrechus ammobates ingår i släktet Tachytrechus och familjen styltflugor. Arten är reproducerande i Sverige. Inga underarter finns listade i Catalogue of Life.